# Swertia tetrapetala
Swertia tetrapetala är en gentianaväxtart. Swertia tetrapetala ingår i släktet Swertia och familjen gentianaväxter.

## Underarter
Arten delas in i följande underarter:
- S. t. leucantha
- S. t. micrantha
- S. t. happoensis
- S. t. wilfordii
- S. t. yezoalpina